# Anne Hocking
Pour les articles homonymes, voir Hocking (homonymie).
Anne Hocking, née en 1890 à Londres et décédée en 1966, est un auteur britannique de roman policier.  Elle a signé certains de ses textes Mona Messer.

## Biographie
Elle est la fille de l’écrivain Joseph Hocking (en) (1860-1937) et la sœur de l’auteur de romans policiers Elizabeth Mavis Nisot, née en 1893.
Elle amorce sa carrière littéraire en signant Mona Messer coup sur coup deux romans policiers : A Castle for Sale (1930) et Mouse Trap (1931). Elle réserve ensuite à cette signature quelque quinze romans littéraires, cependant que paraissent sous le nom Anne Hocking une trentaine de romans policiers.
En 1939, dans Old Mrs. Fitzgerald, elle crée son héros récurrent, l’inspecteur-chef William Austen de Scotland Yard. Parfois assisté dans ses enquêtes par l’inspecteur Curtis ou le sergent Flyte, surtout quand il devient superintendant en fin de carrière, William Austen est un homme à la voix charmeuse et aux manières d'une correction irréprochable. Il se fait un point d’honneur d’être toujours très bien vêtu et veille à ce que ses chaussures soient impeccablement cirées.  Ce souci vestimentaire presque maniaque le rapproche du Hercule Poirot d’Agatha Christie, mais par le travail qu’il accomplit dans le cadre de ses fonctions et par les relations qu’il entretient avec ses collègues du Yard, il rappelle plutôt le Roderick Alley de Ngaio Marsh. Si ses premières aventures lorgnent encore du côté du roman d’aventures, il évolue bientôt dans des whodunits on ne peut plus classiques.

## Œuvre

### Romans

#### SérieInspecteur-chef William Austen
- Old Mrs. Fitzgerald ou Deadly is the Evil Tongue (1939)
- The Wicked Flee (1940)
- Miss Milverton ou Poison is a Bitter Brew (1941)
- One Shall Be Taken (1942)
- Nile Green ou Death Loves a Shining Mark (1943)
- Six Green Bottles (1943)
- The Vultures Gather (1945) Publié en français sous le titre Les vautours se rassemblent, Paris, Librairie des Champs-Élysées, Le Masque no 508, 1955
- Death at the Wedding (1946)
- The Finishing Touch ou Prussian Blue (1947)
- At the Cedars (1949)
- Death Disturbs Mr. Jefferson (1950)
- Mediterranean Murder ou Killing Kin (1951)
- The Best Laid Plans (1952)
- There's Death in the Cup (1952)
- Death Among The Tulips (1953)
- The Evil That Men Do (1953)
- And No One Wept (1954) Publié en français sous le titre Et personne ne pleura, Paris, Librairie des Champs-Élysées, Le Masque no 550, 1956
- Poison in Paradise (1955)
- A Reason for Murder (1955) Publié en français sous le titre Ma vie pour la sienne, Paris, Librairie des Champs-Élysées, Le Masque no 569, 1957
- Murder at Mid-Day (1956)
- Relative Murder (1957)
- The Simple Way of Poison (1957)
- Epitaph for a Nurse ou A Victim Must Be Found (1958) Publié en français sous le titre Épitaphe pour une infirmière, Paris, Librairie des Champs-Élysées, Le Masque no 653, 1959
- Poisoned Chalice (1959)
- To Cease Upon the Midnight (1959) Publié en français sous le titre Tout s’arrête à minuit, Paris, Librairie des Champs-Élysées, Le Masque no 692, 1960
- The Thin-Spun Life (1960)
- Candidates for Murder (1961) Publié en français sous le titre Un meurtre par mois, Paris, Librairie des Champs-Élysées, Le Masque no 777, 1962
- He Had to Die (1962)
- Murder Cries Out (1968) Publié en français sous le titre Demandez-le aux dalmatiens, Paris, Librairie des Champs-Élysées, Le Masque no 1050, 1969 ; réédition, Paris, Librairie des Champs-Élysées, Le Club des Masques no 328, 1978

#### Autres romans policiers
- Cat's Paw (1933)
- Death Duel (1933)
- Walk Into My Parlour (1934)
- The Hunt is Up (1934)
- Without the Option (1935)
- Stranglehold (1936)
- The House of En-dor (1936)
- As I Was Going to St. Ives (1937)
- What a Tangled Web (1937)
- Ill Deeds Done (1938)
- The Little Victims Play (1938)
- So Many Doors (1939)
- The Wicked Flee (1940)
- Night's Candles (1941)
- There's Death in the Cup (1952)

#### Romans policiers signés Mona Messer
- A Castle for Sale (1930)
- Mouse Trap (1931)

#### Autres romans  non-policiers signés Mona Messer
- Eternal Compromise (1932)
- A Dinner of Herbs (1933)
- The End of the Lane (1933)
- Playing Providence (1934)
- Wife of Richard (1934)
- Cuckoo’s Brood (1935)
- Life Owes Me Something (1936)
- Tomorrow Also (1937)
- Marriage is Like That (1938)
- Stranger’s Vineyard (1939)
- The Gift of a Daughter (1940)

## Sources
- Jacques Baudou et Jean-Jacques Schleret, Le Vrai Visage du Masque, vol. 1, Paris, Futuropolis, 1984, 476 p. (OCLC 311506692), p. 243.
- Anne Martinetti, "Le Masque" : histoire d'une collection, Amiens, Encrage, coll. « Références » (no 3), 1997, 143 p. (ISBN 978-2-906389-82-3), p. 77.
- (en) John M. Reilly (Ed.), Twentieth-century crime and mystery writers, New York, St. Martin's Press, coll. « Twentieth-century writers of the English language », 1982 (réimpr. 1991), 2e éd., 1568 p. (ISBN 978-0-312-82417-4, OCLC 6688156), p. 460-461.